# Will Clyburn
William Dalen Clyburn, detto Will (Detroit, 17 maggio 1990), è un cestista statunitense.

## Statistiche

### College
| Anno      | Squadra           | PG | PT | MP   | TC%  | 3P%  | TL%  | RP  | AP  | PRP | SP  | PP   |
| --------- | ----------------- | -- | -- | ---- | ---- | ---- | ---- | --- | --- | --- | --- | ---- |
| 2010-2011 | Utah Utes         | 30 | 28 | 34,7 | 45,0 | 40,3 | 75,9 | 7,8 | 1,0 | 1,1 | 0,2 | 17,1 |
| 2012-2013 | Iowa St. Cyclones | 35 | 35 | 31,5 | 44,3 | 30,8 | 76,8 | 6,8 | 2,1 | 0,9 | 0,4 | 14,9 |
| Carriera  | Carriera          | 65 | 63 | 33,0 | 44,6 | 35,9 | 76,4 | 7,3 | 1,6 | 1,0 | 0,3 | 15,9 |

### Eurolega
| Anno       | Squadra        | PG  | PT  | MP    | TC%  | 3P%  | TL%  | RP  | AP  | PRP | SP  | PP   |
| ---------- | -------------- | --- | --- | ----- | ---- | ---- | ---- | --- | --- | --- | --- | ---- |
| 2016-2017  | Darüşşafaka    | 34  | 26  | 28,2  | 42,9 | 28,9 | 68,5 | 5,1 | 1,3 | 0,9 | 0,3 | 13,0 |
| 2017-2018  | CSKA Mosca     | 36  | 13  | 26,6  | 43,5 | 38,6 | 69,2 | 5,9 | 1,8 | 0,9 | 0,3 | 11,6 |
| 2018-2019† | CSKA Mosca     | 35  | 13  | 27,0  | 47,4 | 34,3 | 74,5 | 6,8 | 1,5 | 1,0 | 0,2 | 13,6 |
| 2019-2020  | CSKA Mosca     | 4   | 0   | 19,3  | 50,0 | 36,4 | 72,7 | 5,3 | 0,8 | 0,8 | 0,0 | 12,5 |
| 2020-2021  | CSKA Mosca     | 31  | 2   | 26,3  | 45,4 | 36,4 | 79,6 | 3,8 | 1,5 | 0,8 | 0,2 | 14,0 |
| 2021-2022  | CSKA Mosca     | 20  | 1   | 28,2  | 39,1 | 33,3 | 88,6 | 5,2 | 1,7 | 0,7 | 0,3 | 14,9 |
| 2022-2023  | Anadolu Efes   | 34  | 17  | 33,1* | 43,6 | 36,6 | 83,0 | 5,7 | 2,1 | 1,0 | 0,2 | 16,7 |
| 2023-2024  | Anadolu Efes   | 25  | 18  | 28,3  | 42,9 | 33,1 | 78,7 | 4,6 | 2,0 | 1,0 | 0,2 | 13,3 |
| 2024-2025  | Virtus Bologna | 24  | 24  | 27,4  | 43,6 | 34,1 | 81,7 | 4,7 | 2,4 | 1,1 | 0,2 | 13,8 |
| Carriera   | Carriera       | 243 | 114 | 28,0  | 43,8 | 34,7 | 76,9 | 5,3 | 1,7 | 0,9 | 0,2 | 13,8 |

### Eurocup
| Anno      | Squadra  | PG | PT | MP   | TC%  | 3P%  | TL%  | RP  | AP  | PRP | SP  | PP  |
| --------- | -------- | -- | -- | ---- | ---- | ---- | ---- | --- | --- | --- | --- | --- |
| 2013-2014 | Ulma     | 18 | 3  | 22,1 | 43,0 | 23,8 | 78,6 | 4,2 | 1,4 | 1,2 | 0,3 | 8,5 |
| Carriera  | Carriera | 18 | 3  | 22,1 | 43,0 | 23,8 | 78,6 | 4,2 | 1,4 | 1,2 | 0,3 | 8,5 |

## Palmarès

### Squadra

#### Competizioni nazionali
- Campionato turco: 1

Anadolu Efes: 2022-23
- Coppa del Presidente: 1

Anadolu Efes: 2022
- Campionato italiano: 1

Virtus Bologna: 2024-25

#### Competizioni internazionali
- VTB United League: 3

CSKA Mosca: 2017-2018, 2018-2019, 2020-2021
- Supercoppa VTB United League: 1

CSKA Mosca: 2021
- Eurolega: 1

CSKA Mosca: 2018-19

### Individuale
- All-Euroleague First Team: 1

CSKA Mosca: 2018-2019
- Euroleague Final Four MVP: 1

CSKA Mosca: 2018-2019
- All-Euroleague Second Team: 1

CSKA Mosca: 2020-2021
- MVP Supercoppa VTB United League:1

CSKA Mosca: 2021